# K&Nエンジニアリング

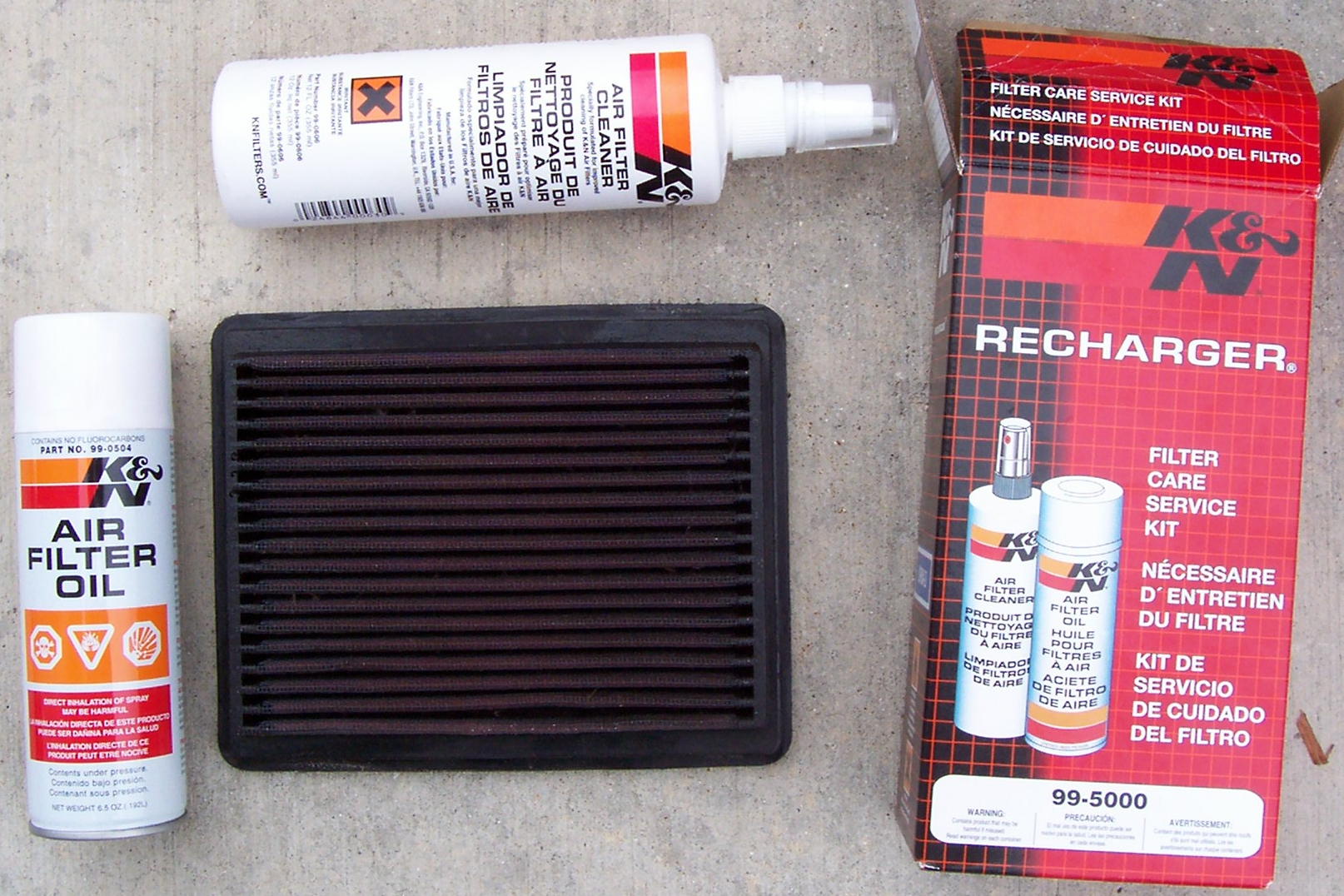
K&Nエアフィルターと、フィルターオイルキット

K&Nエンジニアリングとは、アメリカ・カリフォルニア州リバーサイドに本拠を置く自動車部品メーカーである。主に、エアフィルターやオイルフィルターを製造している事で著名である。

## 歴史
K&Nエンジニアリングは1969年にケン・ジョンソンとノーム・マクドナルドによって設立された.。"K&N"とは、二人の創設者のイニシャルから名付けられた。K&Nエンジニアリングははじめオートバイ用のエアフィルターの開発で、モータースポーツに参戦するようになった。後に自動車用フィルターに開発を拡大。現在では純正交換用エアフィルターの代名詞的な存在となるまでに至っている。

## 製品
K&Nの主力商品であるエアフィルターは、アルミニウム製のワイヤーメッシュの間に綿製のガーゼを挟み込んだ材料で組み立てられている。フレームはほぼ全て合成ゴム製であり、取付の際ある程度までの変形を許容する構造となっている。
主に純正エアフィルター交換用として多数の商品がラインナップされており、社外品が手に入りにくい不人気車種でも殆どの場合フィルターの設定があるため、その名が広く知られるようになった。このフィルターの最大の特徴は湿式エアフィルターと同様に洗浄して再利用が可能という点である。
他の製品としては、車種毎に設定された純正エアクリーナーボックスと交換するタイプのエアインテークキットや、オイルフィルターなどを製造している。